# Вуличні банди в Лос-Анджелесі
Вуличні банди в Лос-Анджелесі — злочинні угруповання, що діють у Лос-Анджелесі та його передмістях. Зіткнення між різними бандами в Лос-Анджелесі тривають вже протягом декількох десятиліть.

## Лос-Анджелес

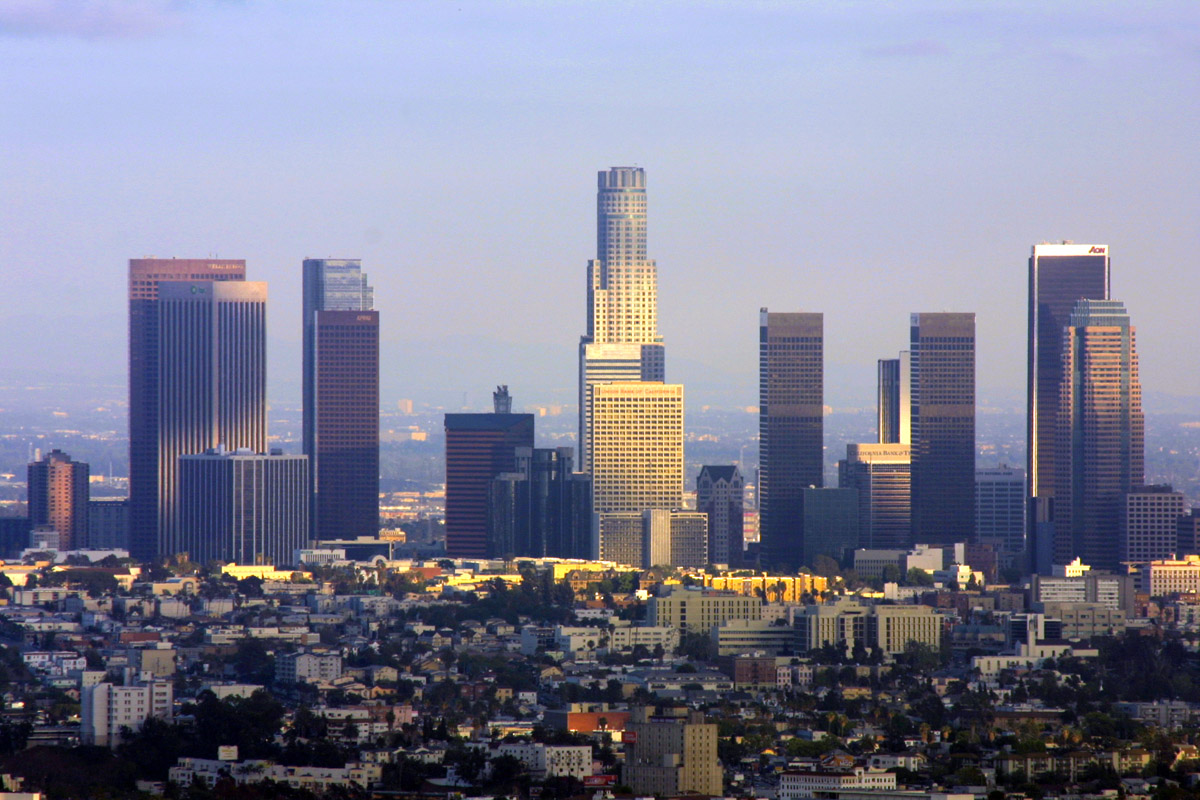
Лос Анджелес. Вид на центр міста

Лос-Анджелес є найбільшим містом штату Каліфорнія і другим за величиною (після Нью-Йорка) в США. Він складається з понад 80 районів. Відмінною рисою міста є хаотичне скупчення різноманітних кварталів, селищ, промислових зон і величезних автостоянок. Кількість жителів в окрузі Лос-Анджелес становить більше 17 мільйонів чоловік (за станом на 2009 рік). Всього в Лос-Анджелесі проживають представники близько 140 країн. Лос-Анджелес відрізняє слабка вираженість міського центру, дуже низька щільність забудови і високий рівень безробіття. В американській літературі Лос-Анджелес іноді називають «Сто передмість у пошуках міста».

## Історія вуличних банд у Лос-Анджелесі
У Південній Каліфорнії вуличні банди з'явилися приблизно в 1920-х роках, коли мексикансько-американські підлітки почали об'єднуватися в етнічні угрупування. Ранні банди «чикано», як правило, в бійках використовували ланцюга і ножі. Вогнепальна зброя застосовувалася рідко і сприймалося як ознака слабкості. Діяльність чорних банд, що виникли в результаті великої міграції афроамериканців у Лос-Анджелес після Другої світової війни, була дуже незначною.
У результаті заворушень в Уоттсі в 1965 році жителі середнього класу стали масово залишати передмістя Південного Лос-Анджелеса і там залишилися тільки представники бідних верств населення, які часто не мали роботи. Перші гангстерські угрупування Лос-Анджелеса утворилися в кінці шістдесятих років. Легальна й нелегальна хвиля імміграції привела до того, що знову приїжджі почали об'єднуватися один з одним. Банди почали масово торгувати забороненими наркотиками, так, крек, що з'явився в 1980-х роках, приносив величезні прибутки, що призвело до більш жорстоких методів охорони «своєї» території різних угруповань.
З'явилася особлива південно-каліфорнійська культура банд. Банди зайняли всі громадські місця — парки, торговельні точки, будинки і вулиці. Репутація будь-якої банди в Південній Каліфорнії залежала від того, наскільки добре вона контролювала свою територію. У Південній Каліфорнії банди брали імена своїх вулиць — Grape Street, 18th Street, Hoover Street, 38th Street, Piru Street і інші.
У 1980-х роках бандитські угруповання міста помітно активізувалися, їхні злочини відрізнялися все більшою жорстокістю, що пов'язують у першу чергу з широким розповсюдженням наркотиків, що масово надходять до Каліфорнії з Мексики. Наприкінці 1980-х років у Лос-Анджелесі проводилося повсюдне будівництво будинків. За 1984 і 1989 роки в окрузі Лос-Анджелес з'явилося більше 187 тисяч багатоквартирних будинків, в основному на тих ділянках, де раніше знаходилися приватні будинки. У них почали в'їжджати жителі з низькими доходами. Нова інфраструктура давала бандам більше можливостей для укриття і набору нових учасників.
До 1988 року в окрузі Лос-Анджелес було близько 45 тисяч учасників латиноамериканських банд і 25 тисяч представників афроамериканських угруповань. У десятках кварталів відбувалася відкритий продаж наркотиків. 1988 рік був оголошений поліцією і пресою «Роком банд».
Найкривавішим роком у Лос-Анджелесі був 1992-й — тоді загинуло 1092 людини. У 1993 році в окрузі Лос-Анджелеса було скоєно 2040 вбивств, 803 з яких були пов'язані з діяльністю банд. Кількість пограбувань доходило до 40 тисяч. Збільшилося число вбивств у громадських місцях — в 1992 році кількість досягла 82 відсотків. Більше 6300 випадків стрілянини з машини (drive-by shootings) було зареєстровано з 1989 по 1993 рік. Починаючи з 1996 року, в якому жертвами вуличних вбивств стали 707 осіб, найкривавішим став 2002 рік.

## Сучасність
Сьогодні на території Лос-Анджелеса і його передмість діє безліч великих і малих злочинних угруповань, загальна чисельність яких становить близько 700. Ці угруповання контролюють певні міські райони (в основному бідні райони на околицях міста, які відрізняються високим рівнем безробіття. Такі райони мають неофіційну назву «гетто»). Ці угруповання, незалежно від їх чисельності, називають просто бандами. Найчастіше ці ОЗУ сформовані за расовою або етнічною ознакою, хоча нерідко і в етнічні угрупування входять представники інших рас і етносів. При цьому особливо виділяються так звані мегабанди — злочинні угруповання, чия чисельність становить більше 10 000 чоловік. До мегабанди, діючим у Лос-Анджелесі, відносяться афроамериканські банди Crips, Bloods, Pirus, латиноамериканські банди Mara Salvatrucha, 18th Street gang, Latin Kings, а також два співтовариства латиноамериканських банд — Nortenos і Surenos. Найбільшими з цих ОЗУ є Mara Salvatrucha, Crips і Bloods.
Основними видами злочинної діяльності банд Лос-Анджелеса є торгівля наркотиками, викрадення автомобілів, пограбування та крадіжки. Зазвичай рядові бандити виконують розпорядження так званих «старих гангстерів» — авторитетних керівників угруповань. Нерідко верховенство в угрупованнях переходить у спадок — від батьків до дітей.
За статистикою, в Лос-Анджелесі на одного поліцейського доводиться чотири активних учасників банди. При цьому кількість бандитів продовжує зростати. Якщо в 1975 році їх було близько 13 тисяч осіб, то в середині 2000-х років — понад 80 тисяч. Найчастіше люди вступають у банди в ранньому віці (останнім часом було багато випадків вступу в банди навіть дітей у віці 8—9 років). Часто в банди вступають і дівчата. Багато гангстерів із неповних або неблагополучних сімей. У місті існує спеціальна школа, в якій майже всі учні є колишніми або діючими учасниками банд (в тому числі ворогуючих), або так чи інакше пов'язаними з бандами. Деяких із цих дітей не приймали в звичайні школи, для деяких ця спецшкола стала останньою можливістю уникнути в'язниці.
Лос-Анджелес вважається одним із найбільш криміналізованих міст світу.

## Боротьба з бандами
У 1980-х Департамент поліції Лос-Анджелеса (LAPD) був відомий своїми жорстокими заходами. Поліцейські проводили арешти і вуличні рейди, тоді як роботі зі свідками не приділялося належної уваги. Тим часом через поширення крек-кокаїну і дій банд рівень злочинності збільшувався. Патрульні офіцери застосовували точкову тактику. Відсутність інформації означало і відсутність підзвітності як офіцерів, так і їхніх начальників.
При LAPD діяв спеціальний відділ Collective Resources Against Street Hooligans (CRASH) — Колективні ресурси проти вуличних хуліганів. Кожна патрульна ділянка мала свій підрозділ. Найактивнішим і відомим серед них був CRASH в відділенні Рампарт. У цьому відділі широко практикувалося підкидання помилкових доказів підозрюваним, фальсифікація силою вибиваємих зізнань і повідомлень, покривання неспровокованих перестрілок, а також повсякденні побиття затриманих учасників банд під час допитів, аж до їх вбивства. Коли про це стало широко відомо, почалося внутрішнє розслідування. У 2001 році були розглянуті справи майже 70 офіцерів поліції, 12 з них були тимчасово відсторонені, семеро пішли у відставку, п'ятеро закінчили кар'єру поліцейських. Після цього випадку CRASH стали називати «найагресивнішою бандою в місті». Пізніше на зміну CRASH був створений Відділ по боротьбі з бандитизмом.
У 2002 році Білл (Вільям) Браттон, ветеран правоохоронних органів, який займав в 1994—1996 роках посаду комісара поліції, прийняв запрошення від мера Лос-Анджелеса Джеймса Хана зайняти пост глави LAPD. Хан і Бреттон оголосили війну з вуличними бандами. За словами Бреттона, «немає нічого страшнішого цих вуличних угруповань, вони більш небезпечні, ніж мафія». Коли Бреттон інтегрував систему «Comp Stat» в LAPD поліцейські зрозуміли, яким чином потрібно розподіляти ресурси. Крім того, для співробітників і, особливо, для капітанів підрозділів це означало, що їх робота буде оцінюватися щодо зниження рівня злочинності на патруліруемой території. Штат співробітників зріс на 9 тисяч осіб.
LAPD також почала застосовувати методи, які рідко до цього використовувала: заборона учасникам кримінальних угруповань брати участь у громадських заходах; якщо поліцейські бачили бандитів на вулицях і в публічних місцях, їх відразу могли посадити до в'язниці за звинуваченням у кримінальних злочинах. Все це дало позитивний ефект: банди почали залишати вулиці.
У той же час жителі міста почали створювати районні комітети спільної дії, що відповідають у тому числі за транспортування дітей із дому до місця навчання і назад на шкільних автобусах. За словами голови одного з таких комітетів Тімоті Уоткінс, «кожен день хтось гине: дитина, один із його батьків або родичів».
LAPD почав активно впроваджувати практику участі поліцейських у громадських справах на території, що охороняється (community policing). Найбільше відповідальність за цю діяльність лягала на командира дивізії, так званого Captain III. Поліцейські рангу Captain III більше часу приділяли вибудовування взаємодії з пасторами, бібліотекарями, торговими агентами і директорами шкіл. Новий підхід до вирішення проблеми банд підтримала міська адміністрація, яка співпрацювала з поліцією через Управління по скороченню числа банд і роботі з молоддю (GRYD). Вони стали виділяти кошти туди, де молодь перебувала в найбільшій небезпеці через діяльність злочинних угруповань. Крім цього, прокуратура Лос-Анджелеса також зацікавилася новим методом, і направила своїх прокурорів у квартали, де жителі безпосередньо могли розповідати співробітникам правоохоронних органів про проблеми, які найбільше їх хвилюють.
Для зниження активності банд застосовувався також «Закон про організації», схильних до рекету і корупції (RICO), підписаний Конгресом в 1970 році, і який здобув популярність у боротьбі з ватажками італійських мафіозних угруповань. Згідно з опитуванням, проведеним у 2009 році газетою «Los Angeles Times», більш дві чверті опитаних чорношкірих (68 %) і три чверті латиноамериканців (76 %) позитивно ставилися до діяльності LAPD.
Першою бандою, проти якої порушили кримінальну справу згідно із законом RICO, стала угруповання Highland Park. Відтоді в Південній Каліфорнії було винесено понад два десятки обвинувальних вироків по RICO. Заходи від системи RICO привели до значного ефекту: в районі Hawaiian Gardens з 2009 року рівень злочинів із застосуванням насильства знизився на 50 %.
У 2007 році в Комптоні (одному з найнебезпечніших передмість Лос-Анджелеса) було створено підрозділ GRYD (Gang Reduction and Youth Development) — Управління по скороченню числа банд і роботі з молоддю. Перед цим управлінням було поставлено завдання зупинити процес затягування молоді у вуличні банди і знайти альтернативний підхід для тих, хто вже є їх учасниками. GRYD фінансується містом, штатом і федеральними грантами. Тільки за 2011 рік підрозділом було витрачено $26 мільйонів. На думку ставшого мером міста в 2005 році Антоніо Вілларайгоса, з часу початку цієї програми злочинність, пов'язана з бандитизмом, знизилися в місті на 17 %.
За кількістю засуджених до смертної кари (близько 640) Каліфорнія займає перше місце серед всіх штатів Америки. Але через багаторічні позови смертників містять у тюрмах суворого режиму роками, найчастіше вони вмирають природною смертю або стають жертвами інших ув'язнених. Смертна кара скасована в Каліфорнії в 1964 році, в 1977 була відновлена законодавчими зборами штату, проте до 1991 не було здійснено жодної кари. З 1992 по 2006 рік стратили 13 осіб. З 2006 року застосування смертної кари було призупинено.
Зміни на ринку нерухомості стали ще однією причиною, яка побічно знижувала активність злочинних угруповань. Раніше квартали Південної Каліфорнії, в яких орудували банди, були замкнутими і нагадували сільські поселення. Більшість жителів залишали ці райони або для служби в армії, або потрапляючи в тюрму. У такій ізоляції і з'являлися банди. Однак зі зростанням цін на нерухомість житло навіть у найнесприятливіших районах міста стала дорожчати, що сприяло встановленню більш мирної обстановки, так як багато людей стали виїжджати з районів, а знову приїхавши не мали відношення до діючих у тих районах банд.

## Турпоїздка
Туристам у Лос-Анджелесі не рекомендується відвідувати околиці міста. Зазвичай люди намагаються не бувати в небезпечних районах. Однак у туристів користуються популярністю автобусні екскурсії під назвою «Тур по бандитським місцям міста Ангелів». Цей туристичний маршрут організував колишній гангстер Альфред Ломас. За його словами, він таким чином хоче зупинити вуличне насильство, змінити ставлення до бідних районів у самому центрі Лос-Анджелеса і навіть створити робочі місця. Гідами виступають колишні гангстери, які й організували цей бізнес. Перед тим як вирушити в дорогу, екскурсанти підписують договір, в якому беруть на себе відповідальність за те, що можуть стати жертвою злочину.

## Афроамериканські банди
За даними за 2012 рік, на території Лос-Анджелеса діє 274 афроамериканські банди. Найбільшими з них є спільноти Crips, Bloods і Pirus. Crips і Bloods по суті є альянсами різних малих автономних афроамериканських банд, пов'язаних між собою часто лише загальною символікою. Ці малі банди, що утворюють спільноти Crips і Bloods, нерідко ворогують між собою (особливо яскраво це виражено у угруповання Crips).

### Crips

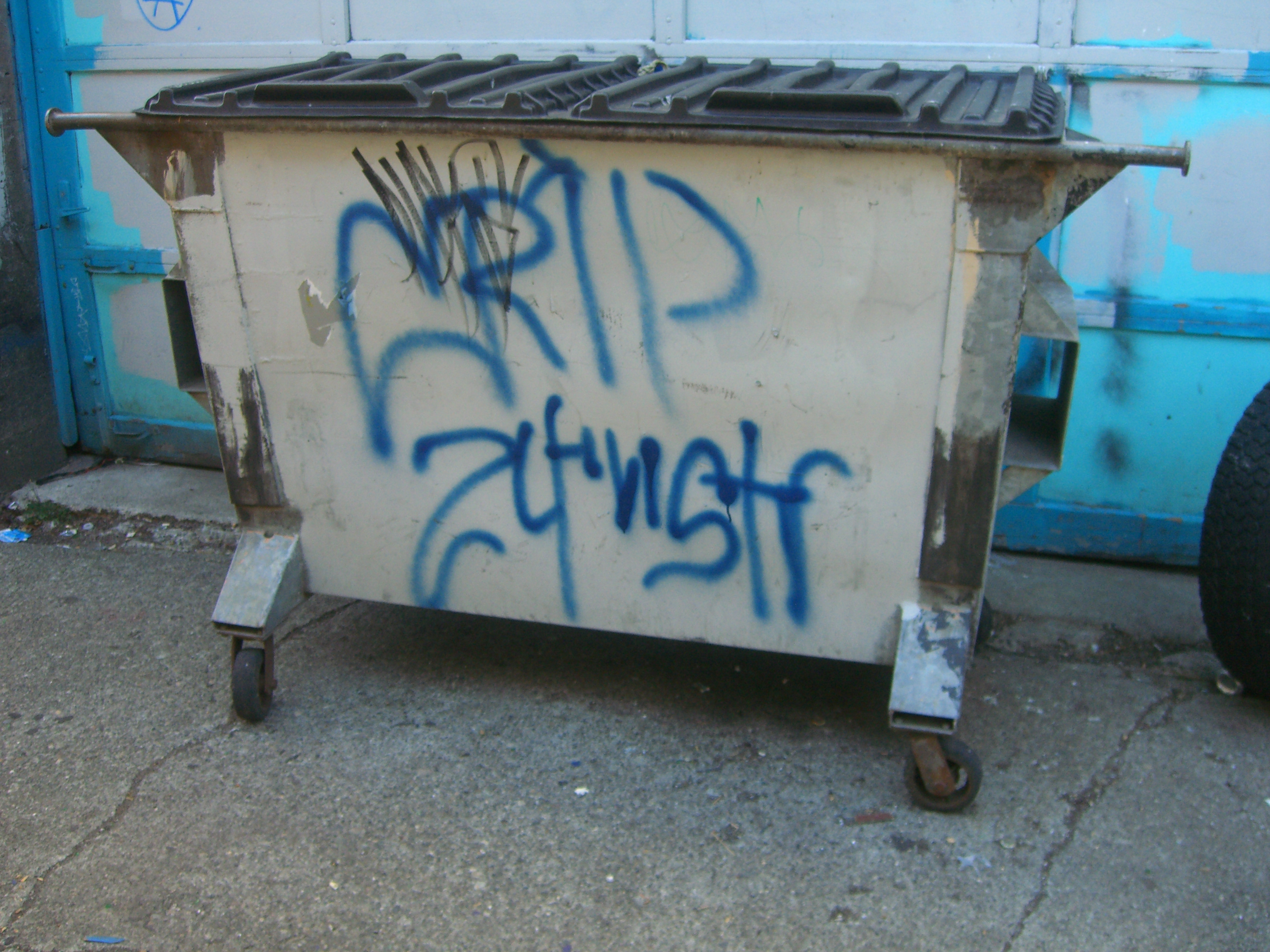
Графіті Crips

Crips — одне з найстаріших злочинних угруповань Лос-Анджелеса. Вона була створена в 1969 році підлітками-афроамериканцями Стенлі «Туки» Вільямсом і Раймондом Вашингтоном. Вони почали об'єднувати невеликі афроамериканські банди в одну велику, прагнучи, за їхніми словами, створити організацію, яка могла б протистояти «поліцейському насильству», від якого страждав їх район. Банда Crips стала швидко зростати, і хоча спочатку вона була монолітним утворенням із конкретної топонімічною прив'язкою (кілька вулиць у південному Лос-Анджелесі), зі збільшенням кількості нових Crips-угруповань у суміжних районах південного Лос-Анджелеса, в 1970-х роках відбувся розкол угруповання на безліч ворогуючих між собою банд, які мають загальну символіку і культуру. Банди Crips часто ведуть війни між собою, зокрема, отримала популярність довга і кривава війна між двома бандами Crips — Eight Tray Gangsters і the Rollin '60. Також отримала широку популярність війна в південній частині Центрального району Лос-Анджелеса між угрупованнями East coast crip і Grape street crips. Причиною війни стало вбивство лідера Grape street crips — Брендона Балларда, який був убитий бандитами East coast crip під час сварки через дівчину. Вже через кілька днів після загибелі Балларда в місті було вбито 13 осіб — учасники обох банд і випадкові перехожі. У наступні тижні було вбито ще більше людей.
Більшість вбивств учасників Crips відбуваються через внутрішні конфлікти.
У Лос-Анджелесі діють близько 200 банд Crips. Ці банди займаються незаконним обігом наркотиків, грабежами, вбивствами, вимаганням, крадіжками і підробкою документів. Чисельність спільноти Crips становить близько 50 000 — 65 000 чоловік.
Однією з найвідоміших кримінальних війн в історії Лос-Анджелеса є тривала війна між афроамериканськими злочинними співтовариствами Crips і Bloods.

### Pirus
Pirus — афроамериканське угруповання, що складається з окремих банд. Була утворена в 1968 році в Комптоні. До 1972 року входила до спільноти Crips, що діяло в околицях території Pirus. Влітку 1972 року між Crips і Pirus стався конфлікт, який перейшов у ворожнечу. Pirus, які були не в змозі конкурувати з численною бандою Crips, скликали конференцію чорних банд, що також побоювалися Crips. На цій конференції було прийнято рішення про створення альянсу Bloods. У 2004 році через конфлікти всередині альянсу Bloods угруповання Pirus в окрузі Лос-Анджелес вийшла з Bloods. Однак частина банд спільноти Pirus залишилася в альянсі Bloods, зокрема, в містах Комптон, Карсон, Інглвуд і Ватт. Банди Pirus займаються грабежами, здирництвом, незаконним обігом наркотиків і вбивствами.

### Bloods
Bloods — альянс афроамериканських банд, що ворогують з Crips. Був утворений групою чорних банд.
У 1972 році учасники банди Pirus, які побоювались ворогуючої з ними потужної банди Crips, організували зустріч, на яку запросили ті банди, на учасників яких здійснювали напади бандити Crips. На зустрічі банди Pirus, Lueders Park Hustlers, L.A. Brim, Denver Lanes і Bishops, стривожені швидким поширенням банди Crips, організували альянс Bloods, розраховуючи на те, що цей альянс зможе протистояти Crips. Пізніше більшість інших банд, що ворогували з Crips, приєднувалися до альянсу Bloods.
Однією з найкривавіших воєн в історії банд Лос-Анджелеса була тривала в 1980-х роках війна між the Bounty Hunters (однієї з найбільших банд Bloods в окрузі) і Grape Street Crips.
Після того, як у 2004 році банда Pirus через внутрішні розбіжності вийшла з альянсу Bloods, було прийнято угоду про перемир'я між Bloods і Crips, яке можна вважати формальним. Частина банд Pirus вийшла з Bloods, але частина залишилася. Більшість угруповань альянсу Bloods складають банди, що входять до спільноти Pirus.
У Лос-Анджелесі діють близько 75 банд, що входять в Bloods. Вони займаються незаконним обігом наркотиків, грабежами, здирництвом, вбивствами. Чисельність Bloods — близько 15 000 — 30 000 чоловік. Банди Bloods часто змагаються між собою, проте вони не воюють один з одним так інтенсивно, як Crips.

## Латиноамериканські банди
Більше половини всіх вуличних банд Лос-Анджелеса складається з латиноамериканців. Найбільшими латиноамериканськими бандами є Mara Salvatrucha, 18th Street gang і Latin Kings. Nortenos є спільнотою латиноамериканських банд, які базуються на Півночі Каліфорнії, Surenos — спільнотою латиноамериканських банд Південної Каліфорнії. Латиноамериканські угруповання контролюють долини Сан-Фернандо і Сан-Габріель, пляжні зони Лонг-Біч і найнебезпечніший район міста — South-Central (Південний центр).

### Mara Salvatrucha
Mara Salvatrucha — організоване міжнародне латиноамериканське злочинне угруповання. Одна з найжорстокіших, численних і швидкозростаючих вуличних банд Центральної і Північної Америки, яка активно діє на території декількох країн (насамперед, в США, Мексиці, Сальвадорі, Гондурасі і Гватемалі). є найбільшим латиноамериканським злочинним угрупованням Лос-Анджелеса.
Угруповання виникло в Лос-Анджелесі в середовищі мігрантів з Сальвадору, які масово ринули в США на початку 1980-х років, рятуючись від громадянської війни в своїй рідній країні (на початок 1990-х років тільки в Лос-Анджелесі проживало близько 300 тисяч сальвадорців). Знаходячись під насильством з боку інших вуличних банд (насамперед латиноамериканських бандитів з угруповання 18th Street gang і афроамериканців), сальвадорці у відповідь створили своє угруповання. Зі збільшенням чисельності іммігрантів і розширенням впливу у Mara Salvatrucha стали з'являтися територіальні «філії» («кліки») — Holywood Locos, Sailors Locos Salvatruchos, Langley Park Salvatruchos, Teclas Locos Salvatruchos, Centrales Locos Salvatruchos, Directa Locos Salvatruchos, Chilangeras Locos Salvatruchos, Brentwood Locos Salvatruchos, Hempstead Locos Salvatruchos, Familia Mara Salvatrucha, Freeport Locos Salvatruchos, Francis Street Locos, Park View Locos Salvatruchos, Coronado Street Locos, Pee Wee Locos, Rampart Street Locos, Western Locos Salvatrucha, Normandie Locos Salvatruchos і Leeward Grandes Salvatruchos (останні дві «кліки», що базуються в Лос-Анджелесі, до 2007 року були найбільш авторитетними).
За різними оцінками, чисельність злочинного синдикату коливається від 50 до 300 тисяч чоловік, включаючи асоційованих учасників (в тому числі в США — від 10 до 40 тис.). Згідно з оцінками правоохоронців, в тому числі ФБР, чисельність Mara Salvatrucha становить близько 50—80 тис. чоловік, з яких близько 10—15 тис. знаходяться в США.
Угруповання Mara Salvatrucha офіційно була визнана владою США «найбільшою загрозою для США після Аль-Каїди». У жовтні 2012 року Mara Salvatrucha стала першою вуличної бандою, яку федеральна влада США визнали «транснаціональної кримінальною організацією».
Mara Salvatrucha займається багатьма видами злочинного бізнесу, в тому числі торгівлею наркотиками, зброєю і людьми; грабежами, рекетом, вбивствами на замовлення, викраденням людей із метою отримання викупу, сутенерством, угонами автомобілів, відмиванням грошей і шахрайством. Багато вуличних торговців і невеликих магазинів, розташовані на територіях Mara Salvatrucha, платять банді до половини доходу за можливість працювати. Угрупованням змушені платити і більшість проживаючих у США сальвадорців, родичів яких у разі відмови бандити скалічать або вб'ють на батьківщині (як на волі, так і в тюрмі). Але найбільший прибуток Mara Salvatrucha отримує від посередництва в наркоторгівлі або збираючи данину за право торгувати наркотиками на «своїй» території. Також на MS-13 замикаються численні команди злодіїв, що промишляють у роздрібних мережах, невеликих магазинах і аптеках.
Союзниками Mara Salvatrucha є найпотужніша тюремна банда Каліфорнії — Мексиканська мафія, а також мексиканські наркокартелі Сіналоа і Гольфо. Головним ворогом угруповання є інше велике латиноамериканське злочинне угруповання — 18th Street gang, також Mara Salvatrucha ворогує з угрупуваннями The Rascals (банда), Playboys (злочинне угруповання), Latin Kings, Bloods, Pirus і Crips.

### 18th Street gang

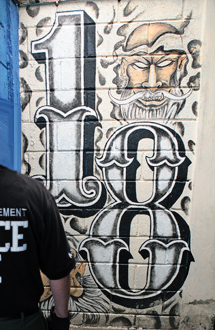
Графіті угруповання 18th Street gang

18th Street gang (Банда 18-ї вулиці), також відома як M18, Calle 18, Barre-18, L-18 — добре організоване мультиетнічне міжнародне злочинне угруповання, що складається в основному з латиноамериканців, спочатку виникло в 1960-х роках як вулична банда в районі Ремпарт американського міста Лос-Анджелес у штаті Каліфорнія. Вважається найбільшим міжнародним злочинним угрупованням у Лос-Анджелесі — передбачається, що тільки в одному окрузі Лос-Анджелес налічується понад 10 тисяч бандитів цього угруповання. Угруповання 18th Street gang діють у Долині Сан-Фернандо, Долині Сан-Габріеля, Південному затоці, Східному Лос-Анджелесі, Південному Лос-Анджелесі, в центральному Лос-Анджелесі, Центрі міста, Союзі Піко, Інглвуді, Кадах, Лінвуді, Саут-Гейт, Хантінгтон-Парку, Мейвуді і окрузі Оріндж. Близько 15 000 учасників угруповання в окрузі Лос-Анджелес розділені на дві фактично самостійні мегабанди, які виступають під одним лейблом.
Більшість угруповань 18th Street gang, що діють всюди по південній Каліфорнії, були створені учасниками банди з Лос-Анджелеса, мігруючих в інші області і ґрунтуючих власні угруповання спільноти 18th Street gang.
У середньому кожен день в окрузі Лос-Анджелес бандитами з цього угруповання здійснюється напад або пограбування. Угрупування скоїло більше ніж 250 вбивств у місті Лос-Анджелес за минулі 10 років — в три рази більше, ніж більшість найактивніших банд міста.
Головне джерело доходу угруповання — вулична торгівля кокаїном і марихуаною, також її діяльність включає в себе вбивства, вбивства на замовлення, вимагання, незаконний оборот наркотиків, незаконна імміграція, напади, торгівля людьми, квартирні і автомобільні крадіжки, пограбування, торгівля зброєю та інші злочини.
Союзниками 18th Street gang є Мексиканська мафія і наркокартель Лос-Зетас, противниками — Bloods, Clanton 14 і Mara Salvatrucha. Остання є головним ворогом 18th Street gang.

### Latin Kings

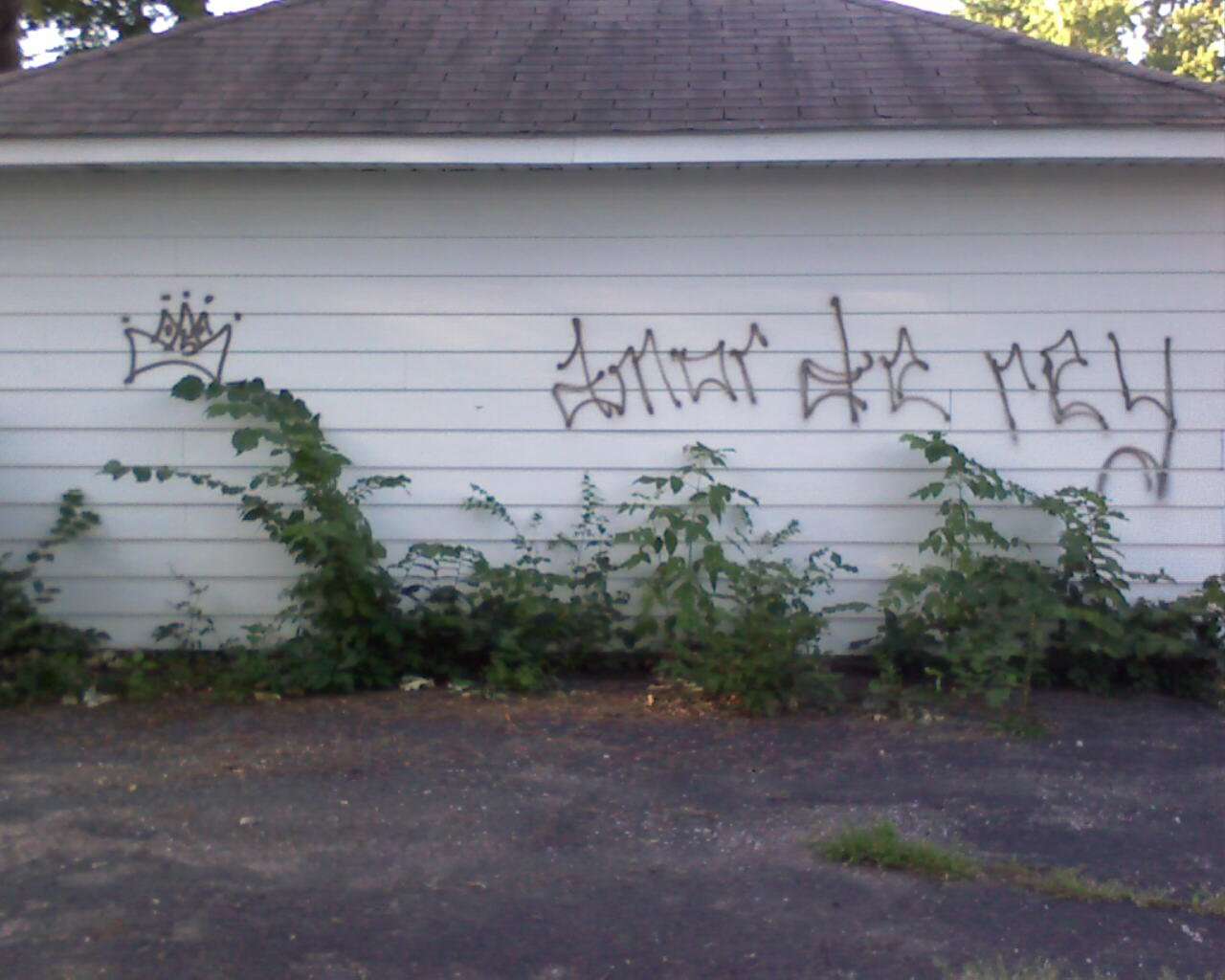
Графіті угруповання Latin Kings

Latin Kings («Латиноамериканські Королі») — добре організоване американське злочинне угруповання, що складається з латиноамериканців. Діє в Мексиці, Домініканській Республіці, Іспанії, Сальвадорі, Нікарагуа і США. В останній країні найбільш активна в Лос-Анджелесі, Чикаго і Нью-Йорку.
Вважається однією з найчисленніших у світі банд, що складаються з вихідців із Латинської Америки. Угруповання з'явилася в 1940-х роках у Нью-Йорку. У США «королями» ставали, як правило, молоді люди з бідних сімей, які приїхали з Пуерто-Рико і Мексики.
Незважаючи на відсутність центрального керівництва, банда діє в багатьох штатах США. Чисельність угруповання в США становить близько 25 тисяч чоловік. На відміну від інших великих латиноамериканських банд — Mara Salvatrucha і 18th Street gang — банда Latin Kings не відрізняється особливою жорстокістю.
Злочинна діяльність Latin Kings включає в себе наркоторгівлю, сутенерство, рекет, торгівлю зброєю, здирництво, грабежі, вбивства, вбивства на замовлення, виготовлення фальшивих грошей і підробка документів. Загальна чисельність угрупування складає близько 60 000 чоловік.
Союзниками угруповання є бандитська система People Nation, угруповання Bloods, Netas, Vice Lords і співтовариство латиноамериканський банд Північної Каліфорнії Nortenos. Противники угруповання — бандитська система Folk Nation, спільнота латиноамериканський банд Південної Каліфорнії Surenos, угруповання Нацистські бунтарі, Crips, Trinitario, Spanish Gangster Disciples, Mara Salvatrucha і United Blood Nation.

### Norteños
Norteños (іспан.: жителі півночі, Nortenos для жінок) — спільнота різних латиноамериканських вуличних банд (що складаються в основному з мексиканців), пов'язаних з Nuestra Familia («Наша сім'я»).
У 1968 році американські ув'язнені-мексиканці в тюрмах Каліфорнії розділилися на дві конкуруючі групи — Nortenos (жителі півночі) і Surenos (жителі півдня), згідно местоположениям їх рідних міст (розділова лінія між північчю і півднем була біля міста Делано).
Nortenos, афілійовані з Nuestra Familia, були тюремними ворогами південних латиноамериканців, які складалися з учасників і філій La Eme, більш відомого як Мексиканська мафія. У той час як Мексиканська мафія була спочатку створена, щоб захистити мексиканців у тюрмах, був помітний високий рівень ворожості учасників La Eme до ув'язнених латиноамериканців з сільських областей Північної Каліфорнії. Подією, що призвело до тривалої війни між Nortenos і Мексиканської мафією, вважається ймовірний інцидент крадіжки учасником La Eme пари взуття у Нортеньоса. Ці обставини призвели до найтривалішою війні банд у тюрмах Каліфорнії.
Банди Nortenos діють у Північній і Центральній Каліфорнії. Вони беруть участь у різній злочинній діяльності, але зосереджуються головним чином на вуличному незаконному обігу наркотиків. Також їх діяльність включає в себе вимагання, торгівлю зброєю, вбивства, крадіжки, грабежі та угони автомобілів. Угруповання Nortenos фактично є піхотинцями тюремної банди Nuestra Familia. Угруповання, що утворюють спільноту Nortenos підтримують договір єдності і перемир'я між собою і слідують суворому зводу правил (на відміну від угруповань спільноти Surenos, які часто ворогують і навіть воюють між собою).
Союзниками Nortenos є Nuestra Familia, Bloods і Чорна партизанська родина. Противники Nortenos — Surenos і Мексиканська мафія.

### Sureños
Sureños («мешканець півдня»), або Sureñas для жінок — латиноамериканські незалежні вуличні банди (що складаються в основному з мексиканців), пов'язані з Мексиканської мафією. Багато банд Суреньйос конкурують один з одним (за винятком бандитів, які перебувають у в'язниці), хоча вони і поділяють спільну ідентичність. Між угрупуваннями Суреньйос нерідко відбуваються зіткнення, в тому числі з вбивствами і застосуванням вогнепальної зброї.
Суреньйос з'явилися в 1968 році, але цей термін використовувався до 1970-х років у результаті тривалого конфлікту між Мексиканської мафією і Nuestra Familia в тюремній системі Каліфорнії. В результаті цих тюремних воєн всі латиноамериканські банди Каліфорнії приєднуються до руху Суреньос або Нортеньос із дуже невеликим винятком, як-от Бульдоги Фресно і бригади Маравілла (Maravilla) східного Лос-Анджелеса.
Суреньйос поширені головним чином на Західному узбережжі, перш за все в південній Каліфорнії, де вони з'явилися. В одному тільки окрузі Лос-Анджелес є приблизно 20 000 Суреньйос. Вони успішно мігрували в кожне найбільше місто в кожному штаті США, так само як у Канаді, Мексиці, Гондурасі, Сальвадорі і Гватемалі. Одна з головних причин для цього переміщення — три строгих закону про страйки в Каліфорнії.
Суреньйос є піхотинцями потужної тюремної банди Мексиканська мафія. Багато учасників Суреньос прагнуть у кінцевому рахунку «зробити кар'єру» в Мексиканській мафії, і це одне з пояснень того, що вони виконують будь-які замовлення, дані їм, щоб довести свою відданість.
Угруповання Суреньйос діють в основному на Західному узбережжі США, перш за все в Південній Каліфорнії. Вони залучені до багатьох видів злочинної діяльності, як-от незаконний обіг наркотиків, вбивства, викрадення людей, вимагання, напади, злодійство, грабіж, шахрайство і незаконний обіг зброї. Вони також значною мірою зайняті торгівлею людьми.
Союзниками Суреньйос є Мексиканська мафія, Арійське братство, Нацистські бунтарі, деякі мексиканські наркокартелі — Лос-Зетас, Картель Сіналоа, Тіхуанський картель, противниками — Nuestra Familia, Нортеньйос, Бульдоги Фресно, Bloods, Pirus.

## Змішані та інші банди
У Лос-Анджелесі діють також азіатські, білі і змішані банди. Їх чисельність невідома. Серед азіатських банд найбільш відомими є Asian Boyz, Wah Ching, Tiny Rascal gang, в'єтнамські злочинні угруповання і китайські тріади. Також у Лос-Анджелесі діють учасники кланів японської мафії Якудза. В Лонг-Біч діє самоанське угруповання і банда Inglewood Crip, що складається з уродженців тихоокеанської острівної держави Тонга.

## Війни
Одним із головних джерел доходу для банд Лос-Анджелеса є вулична торгівля наркотиками, що є однією з причин того, що банди ворогують між собою за території і сфери впливу. Війни між угрупованнями трапляються через суперечки за контрольовані бандами території, через вбивства учасників однієї банди представниками іншої або з яких-небудь інших причин. Банди малюють графіті для позначення своєї території і для передачі інформації. За статистикою, більшість учасників банд Лос-Анджелеса гинуть, не доживши до 21 років. Серед гангстерів поширена традиція — в пам'ять про вбитого учасника банди вішати взуття на проводах біля того місця, де він загинув.
Іноді війни між бандами закінчуються після перемоги однієї з них, але частіше банди не припиняють війну до того моменту, поки обидві сторони не будуть абсолютно знекровлені. Нерідко вбивства відбуваються в процесі drive-by — обстрілу з рухомого автомобіля. Іноді бандита можуть застрелити прониклі на територію району його банди вороги, іноді учасника банди вбивають, коли він вторгається на територію району ворожої банди. Зазвичай після початку війни банди починають зафарбовувати графіті ворожої угруповання, нерідко учасники банд потрапляють під обстріл під час зафарбовування тегів.
У ході війни банди використовують, як правило, вогнепальну зброю абсолютно різних видів, від 9-міліметрового пістолета до великокаліберних кулеметів. Широкою популярністю користуються пістолети-кулемети. Одним із найнебезпечніших видів зброї вважається бойова гвинтівка калібру .223, що володіє високою швидкістю стрільби і стріляє експансивними кулями. Зброю зазвичай купують подруги бандитів або посередники. В інших випадках бандити крадуть легальну зброю з квартир власників.
Доволі часто жертвами бандитів стають випадкові перехожі. Так, 11-річна Леслі Сепеда була вбита у власному автомобілі, коли чекала подругу, а 18-річний Андре Морган загинув від кулі невідомого злочинця, повертаючись додому з баскетбольного матчу.
Станом на початок 2000-х років Лос-Анджелес перевершував за кількістю вбивств Нью-Йорк, в якому проживає в два рази більше людей. На той час чисельність учасників вуличних угруповань у Лос-Анжелесі за 30 років збільшилася з 13 000 до 80 000 осіб. У 2006 році кількість злочинів у Каліфорнії, пов'язаних із насильством, зросла на 14 %, а кількість злочинів на ґрунті расової ненависті виросло на 46 %.
Рівень злочинності в Каліфорнії досяг свого апогею в травні 2007 року. На цей рік кількість підлітків від 12 до 17 років, залучених у злочинну діяльність, наблизилося до 70 000 чоловік. У 2007 році в Лос-Анджелесі було відзначено великий сплеск насильства, викликаний війною між двома тюремними бандами — Мексиканської мафією і Чорною партизанською сім'єю. В результаті зіткнень і нападів були вбиті 656 осіб. Поліція міста звернулася за допомогою до ФБР. У 2007 році в'язниці Каліфорнії були переповнені в'язнями. У тому ж році місто було визнано найнебезпечнішим містом США і отримало неофіційну назву столиці вбивств Америки. Часто Лос-Анджелес називають «бандитською столицею» («Gang Capital»). Комісар поліції Лос-Анджелеса Рік Карузо назвав учасників банд «національними терористами».
Найбільша кількість вбивств відбувається в Комптоні, південному передмісті Лос-Анджелеса. У 2005 році в місті було скоєно 75 умисних вбивств, 40 зґвалтувань, 474 пограбування, 1157 нападів, 638 крадіжок зі зломом, 971 крадіжок, 1006 викрадень автомобілів і 91 підпалів. Після опублікування цих даних жителям міста було запропоновано здати свою зброю в поліцію за винагороду в 100 доларів США. У 2007 році в місті було зафіксовано 80 вбивств. За висловом Вільяма Браттона, Комптон є «двома найбільш криміногенними квадратними милями у всій Америці». Якщо на початку 1990-х років у цьому районі діяли в основному афроамериканські угруповання, то станом на кінець 2000-х років там діють 68 чорних і латиноамериканських банд. Часто «розбірки» в Комптоні відбуваються в парку Кампанелли. Комптон відноситься до самих кримінально небезпечних міст США. У 2006 році приватний дослідницький інститут «Morgan Quitno» визнав Комптон найбільш кримінальним містом серед міст із кількістю населення 75 000 — 99 999 жителів і четвертим серед усіх американських міст. Кількість вбивств перевищує середній рівень по країні в 8 разів.
У 2008 році в середній школі Locke High School на півдні Лос-Анджелеса сталося масове побоїще між учнями, в якому взяли участь близько 600 підлітків. Приводом для масової бійки став конфлікт між учасниками двох підліткових банд. Зупинити побоїще змогла тільки поліція, причому тих, що билися розтягували понад 100 поліцейських. Деякі учні напали на офіцерів. Кілька учнів отримали поранення, п'ять чоловік були арештовані.
У лютому 2008 року в Лос-Анджелесі було зафіксовано близько 2 тисяч злочинів.
Наразі в Лос-Анджелесі йдуть масштабні війни між різними латиноамериканськими бандами з одного боку і афроамериканськими з іншого. Особливо запекло ці війни йдуть у східній частині міста. Східний Лос-Анджелес є традиційним центром проживання латиноамериканського спільноти — там концентруються мексиканці, народжені в США. Цей же район є регіоном із найбільшою кількістю банд не тільки в Лос-Анджелесі, але і у всій країні. На території району радіусом в 15 кілометрів діють близько 200 банд.
Багато з цих конфліктів вже набули характеру не тільки конфронтації між бандами, а й міжрасової ворожнечі. У Лос-Анджелесі латиноамериканців проживає приблизно в п'ять разів більше, ніж афроамериканців. Банди «латинос» поступово стають все більш потужними. Вони ж зазвичай є більш добре організованими, ніж чорні банди.
Щороку в Лос-Анджелесі в результаті бандитських воєн гинуть або отримують поранення понад 3 тисячі осіб. За деякими даними, в бандитських районах Лос-Анджелеса за останні кілька років було вбито близько 10 тисяч чоловік.